# Autoscopia
Per autoscopia s'intende il fenomeno psicologico per il quale un individuo ha visione del proprio corpo (o delle vicinanze) da una posizione esterna a quest'ultimo. Il termine deriva dalle parole greche αὐτός (sé) e σκοπέω (osservo), quindi è definibile come l'atto di "osservare sé stessi".
Secondo le ricerche neurologiche, le esperienze di autoscopia sono allucinazioni.
L'autoscopia fu descritta inizialmente dal filosofo greco Aristotele nel trattato Meteorologica, ma viene anche illustrata da Ovidio ne Le metamorfosi e da Plauto nella commedia Anfitrione. Fëdor Dostoevskij contribuì nella divulgazione del fenomeno attraverso la sua opera Il sosia.